# WebMD
WebMDは、主にオンラインで医療関連のニュースや情報を提供するアメリカの企業。サイトでは、医薬品に関する情報も掲載されている。医療関連のサイトとして広く利用されている。1998年、インターネット起業家のJeff Arnoldが創業。